# Untitled 23
Untitled #23 es el decimocuarto álbum de estudio de la banda de rock australiana The Church. Fue publicado el 6 de marzo de 2009 bajo su imprenta Unorthodox, en primera instancia por una edición limitada. Siendo su álbum número 23, incluyendo materiales recopilatorios, es considerado como uno de sus mejores álbumes como banda y su punto alto en su renacimiento musical. En una entrevista de 2019, Steve Kilbey lo menciona como su tercer álbum favorito en la banda. Por otra parte, Peter Koppes comenta que el álbum “representa la madurez de ellos como intérpretes”.
Como promoción, organizaron una gira especial en conmemoración de sus treinta años, An Intimate Space, donde las canciones fueron interpretadas en acústico; además de ser inducidos al salón de la fama de la ARIA. En 2011, interpretaron el álbum en su totalidad como parte de su función Future, Past, Perfect en Estados Unidos, junto a Starfish y Priest=Aura.

## Lista de canciones
| N.º   | Título            | Duración |  |
| 1.    | «Cobalt Blue»     | 4:15     |  |
| 2.    | «Deadman's Hand»  | 4:28     |  |
| 3.    | «Pangaea»         | 4:04     |  |
| 4.    | «Happenstance»    | 4:24     |  |
| 5.    | «Space Saviour»   | 5:34     |  |
| 6.    | «On Angel Street» | 6:18     |  |
| 7.    | «Sunken Sun»      | 5:48     |  |
| 8.    | «Anchorage»       | 6:27     |  |
| 9.    | «Lunar»           | 3:25     |  |
| 10.   | «Operetta»        | 5:45     |  |
| 50:28 |                   |          |  |

### Canciones extras
| Pangaea |                       |          |  |
| N.º     | Título                | Duración |  |
| 1.      | «LLC»                 | 4:17     |  |
| 2.      | «Insanity»            | 4:35     |  |
| 3.      | «So Love May Find Us» | 17:48    |  |
| 26:42   |                       |          |  |

| Operetta |                                   |          |  |
| N.º      | Título                            | Duración |  |
| 1.       | «Silhouette in Meltdown»          | 3:04     |  |
| 2.       | «Moon Hangs in Black»             | 4:36     |  |
| 3.       | «Particles Matter (Instrumental)» | 34:30    |  |
| 42:05    |                                   |          |  |

| Deadman's Hand |                             |          |  |
| N.º            | Título                      | Duración |  |
| 1.             | «Stardust»                  | 5:21     |  |
| 2.             | «The Kicker (Instrumental)» | 1:19     |  |
| 3.             | «Dakota»                    | 4:54     |  |
| 4.             | «The Gardener»              | 5:50     |  |
| 17:24          |                             |          |  |

## Créditos y personal
- Kevin Lane Keller - Productor ejecutivo
- Jorden Brebach - Grabación.
- David Trump - Grabación.
- David Skeet - Grabación.
- Don Bartley - Masterización en Benchmark.
- Tiare Helberg - Diseño, layout en edición limitada
- Rachel Gutek - Diseño.
- Janet Wilson - Diseño en edición limitada.
- MWP Oaxaca México - Fotografía.

## Historial de lanzamiento
| País           | Fecha               | Formato                           | Edición  | Discográfica                  | Ref.   |
| -------------- | ------------------- | --------------------------------- | -------- | ----------------------------- | ------ |
| Australia      | 14 de abril de 2009 | Disco compacto                    | Estándar | Unorthodox · MGM Distribution | [ 17 ] |
| Estados Unidos | 12 de mayo de 2009  | Descarga digital · Disco compacto | Estándar | Second Motion Records         | [ 18 ] |
| Estados Unidos | 23 de junio de 2009 | Disco de vinilo                   | Especial | Second Motion Records         | [ 19 ] |